# Autocommit
在数据库技术中，autocommit是一种数据库连接模式，使得每条数据库操作（如每条SQL语句）作为一条事务执行，因此不能被回滚。
Microsoft SQL Server以及ODBC与Microsoft OLE DB, autocommit模式是改变数据的所有语句的默认模式，以保证单条语句遵从ACID。
autocommit模式对立面是non-autocommit，意味着SQL客户应用自身负责发出事务语句start transaction、commit、rollback命令。 